# One Vision
One Vision ist ein Lied der Band Queen, das 1985 als Single und 1986 auf dem Album A Kind of Magic veröffentlicht wurde. Der Text wurde vom Auftritt Queens auf dem Benefizkonzert Live Aid im Jahr 1985 inspiriert und wurde von Roger Taylor geschrieben, aber von allen vier Bandmitgliedern überarbeitet, und war damit das erste in Kooperation aller Mitglieder entstandene Stück der Band.

## Allgemeines und Stil
Die Ursprünge von One Vision finden sich in einer frühen Fassung des von Roger Taylor geschriebenen Liedes, aus dem später A Kind of Magic, der Titelsong des gleichnamigen Albums, wurde. Inspiriert vom Film Highlander änderte Taylor den Text und machte daraus das Lied A Kind of Magic, während der ursprünglich von ihm vorgesehene Text zur Grundlage eines neuen Liedes mit dem Titel One Vision wurde. Diese frühe Demoversion wurde unter dem Titel A Kind of Vision erstmals 2011 auf einer Extra-EP zur Wiederveröffentlichung des Albums auf einem Tonträger veröffentlicht.
One Vision wurde auf allen Konzerten der Magic Tour 1986 als Anfangslied gespielt.
One Vision ist als Filmmusik Bestandteil des Films Der stählerne Adler aus dem Jahr 1986.
Im offiziellen Video wird im Vorspann ein Vergleich des „Queen-Bildes“ 1971 und 1986 gemacht. Damit greift das Lied u. a. auf den Hit Bohemian Rhapsody (1975) zurück.
Laut Mark Blake fand One Vision mit „seiner Synthesizer-Fanfare, radiofreundlichem Refrain und Heavy-Metal-Gitarrenriff“ Platz für alle Facetten des Stils von Queen. Auffällig an dem Stück sind die verzerrten Gesangsteile im Intro, in denen Mercury mit den Worten „God works in mysterious ways“ (deutsch: Gott wirkt auf mysteriöse Weise) eine erste Komplettaufnahme des Songs startete.

## Laibachs Version
1987 erschien eine Adaptation der slowenischen Band Laibach mit deutschem Text und dem Titel Geburt einer Nation auf dem Album Opus Dei und als 12”-Single.
| Ursprünglicher Text von Queen (Ausschnitt): One man one goal one mission, One heart one soul just one solution, One flash of light one god one vision One flesh one bone, One true religion, One voice one hope, One real decision, gimme one vision | Laibachs Text (Ausschnitt): Ein Mensch, ein Ziel und eine Weisung. Ein Herz, ein Geist, nur eine Lösung. Ein Brennen der Glut. Ein Gott, ein Leitbild. Ein Fleisch, ein Blut, ein wahrer Glaube. Ein Ruf, ein Traum, ein starker Wille Gebt mir ein Leitbild. |

Die Band „exerzierte mit aller Ernsthaftigkeit das Spiel mit der Faszination durch, die die Ästhetik des Faschismus ausübt“, der Text wurde jedoch „lediglich ins Deutsche übertragen“ und subtil überarbeitet. Die „vielfache Verwendung der deutschen Sprache und deutscher Bezeichnungen“ in den Arbeiten von Laibach und anderen Künstlern der NSK „ist auf die spezifische evokative Qualität dieser Sprache zurückzuführen, die auf Nicht-Muttersprachler entschieden, abgehackt, dominierend und beängstigend wirkt und automatisch tief in der Geschichte und im Unbewussten verankerte Traumata aktiviert. Mit der Aktivierung des germanischen Traumas wird auch der undifferenzierte, unidentifizierbare, passive und mit Alpträumen gefüllte Traum des Slawentums aktiviert“. Gegenüber dem Original wurden nur wenige textliche Änderungen vorgenommen. El_Nico vom Online-Magazin Nonpop bezeichnete Laibachs Version als „eigenwillige[n] Vorläufer des Military-Pop“. Der Philosoph Luca Di Blasi urteilte, durch Laibachs Cover-Version hätte One Vision „rückwirkend einen neuen, faschistoiden Sinn“ bekommen. „Dieser wurde dem Song, wohlgemerkt, nicht einfach nur übergestreift; vielmehr erweckt der Laibach-Song die Frage, inwieweit ein solcher zur Kenntlichkeit entstellt wurde. Wer Laibachs Geburt einer Nation gehört hat, kann Queens Original schwerlich noch so hören wie zuvor.“